# Romantická architektura

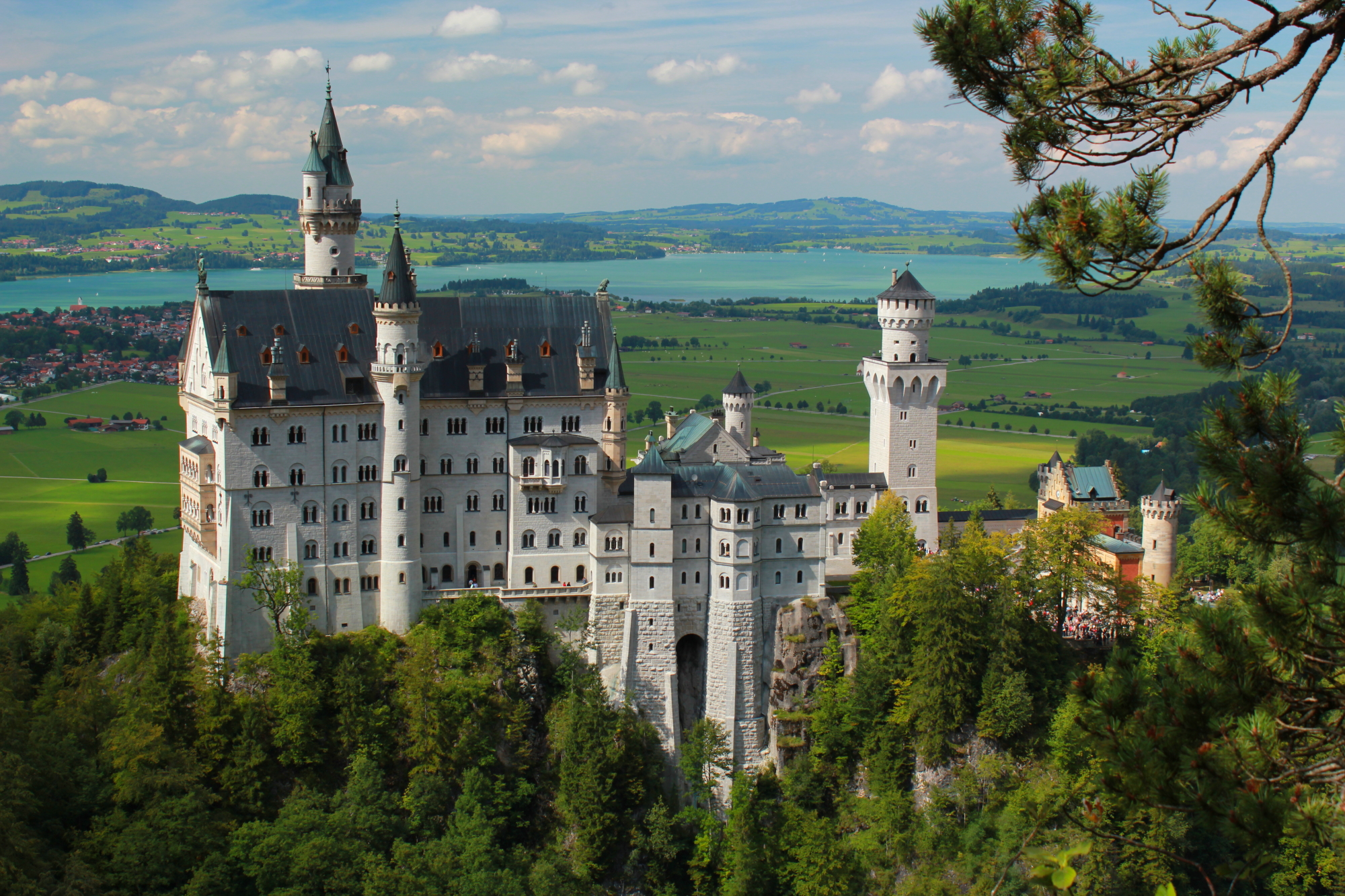
Zámek Neuschwanstein v Německu

Romantická architektura je označení pro architekturu přibližně konce 18. a první poloviny 19. století inspirovanou romantismem a podstatně se kryje s klasicismem. Nevyznačuje se specifickým tvaroslovím jako předchozí architektonické slohy a je pro ni typická imitace starodávné a exotické architektury.
Součástí romantické architektury je raný neboli romantický historismus, který napodoboval prvky starodávných, například gotických staveb. Podobně jako pozdější eklektismus přistupuje ke svým vzorům povrchně a často používá architektonické prvky (např. cimbuří) dekorativně, tedy jako ozdobu a nikoli dle jejich původní funkce. Tím se liší od pozdějších historismů (např. novogotiky), které se snaží napodobovat historický styl architektury tak, jak ji stavěli dávní architekti.
Oblíbené bylo zakládání anglických parků, ve kterých se uplatnila drobná romantická architektura včetně umělých zřícenin (romantická zřícenina), oblíbená byla i inspirace starověkem (pyramida, obelisk, antický chrámek) nebo architektura vzdálených krajů (minaret, čínský pavilon).
- Českými výraznými zástupci této epochy jsou např. zámky Hluboká v jižních Čechách a Lednice na jižní Moravě v novogotickém slohu, kde se nachází Minaret a umělá zřícenina Janův hrad.
- Slovenský architektonický romantismus se projevil např. v přestavbě zámku ve Veľkých Uherciach. Církevní architekturu reprezentují např. bratislavské kostely Kapucínsky a Blumentálsky.